# Wes Morgan
Westley "Wes" Nathan Morgan (født 21. januar 1984 i Nottingham, England) er en engelsk/jamaicansk tidligere fodboldspiller (forsvarer). Han var anfører for det Leicester-hold, der vandt Premier League i 2016, i hvad der er bredt regnet som en af de største sensationer i fodboldens historie.

## Klubkarriere
Efter på ungdomsniveau at have repræsenteret lokalrivalerne fra Notts County startede Morgan sin seniorkarriere hos Nottingham Forest i sin fødeby. Inden han nåede at debutere for klubbens førstehold blev han i februar udlejet til Third Division-klubben Kidderminster. Han spillede fem kampe og scorede et mål for holdet, inden han vendte tilbage til Forest ved sæsonens afslutning. 12. august 2003 fik han sin debut for klubben i et Ligacup-opgør mod Port Vale, som Forest vandt efter straffesparkskonkurrence. Han spillede venstre back i kampen, i modsætning til hans senere typiske rolle som midterforsvarer. Morgan etablerede sig lynhurtigt som fast mand på Forest-holdet, og spillede i løbet af de følgende ni sæsoner mere end 350 ligakampe for klubben, der spillede de fleste af sæsonerne i The Championship samt nogle år i One.
I 2012, ti år efter at være skiftet til Forest blev han solgt til Championship-rivalerne fra Leicester City for en pris der ikke blev offentliggjort, men som blev vurderet til at ligge på omkring én million britiske pund. Han etablerede sig øjeblikkeligt som en fast bestanddel på holdet, og blev allerede senere samme år udnævnt til klubbens anfører.
I 2014 sikrede Leicester, anført af Morgan, sig oprykning til Premier League, og den første sæson i den bedste række blev en succes, da klubben lykkedes med at overleve i ligaen. Morgan, der netop i denne sæson forlængede sin kontrakt med klubben, scorede to mål i løbet af sæsonen, ét mod Tottenham og ét mod Newcastle. I den følgende sæson, spillede han fuld tid i alle 38 ligakampe, da holdet sensationelt vandt det engelske mesterskab. Inden sæsonen kunne man få odds 5.000 på Leicester som mester hos bookmakere, og klubbens mesterskab bliver bredt betragtet som en af de største sportssensationer nogensinde. Morgan scorede ét mål i løbet af sæsonen, og blev anerkendt med en plads på det officielle PFA Team of the Year. Leicester-holdet bestod desuden i denne sæson af store profiler som Kasper Schmeichel, Riyad Mahrez, Ngolo Kanté og Jamie Vardy.
Mens flere af de øvrige profiler fra mesterskabsholdet blev solgt efter det sensationelle mesterskab, blev Morgan i klubben, og var med til at spille Champions League i den følgende sæson. Leicester blev slået ud i kvartfinalen, efter undervejs i turneringen at have besejret blandt andet FC København og Sevilla. I 2021 sluttede han sin karriere af med også at vinde FA Cuppen med Leicester. Han blev skiftet ind i det 82. minut i finalesejren over Chelsea, på et tidspunkt hvor han ikke længere var fast bestanddel på holdet.

## Landshold
Morgan, der var født og opvokset i England, havde grundet sine aner mulighed for at repræsentere Jamaica på landsholdsplan. Han debuterede for Reggae Boys i en VM-kvalifikationskamp mod Panama 6. september 2013, og nåede i alt at repræsentere holdet 30 gange i løbet af de følgende tre år. I løbet af denne periode nåede at han at deltage i både to udgaver af Copa América og én udgave af CONCACAF Gold Cup.

## Titler
Premier League
- 2016 med Leicester City

FA Cup
- 2021 med Leicester City.